# Arabsiyo
Arabsiyo è un centro abitato della Somalia, situato nella regione del Nordovest, a circa 30 km ad ovest di Hargeisa. 
La sua popolazione è costituita principalmente da gente di etnia Jibril Abokor, sotto-divisione dei Sa’ad Musse, a loro volta sotto-clan degli Isaaq.